# Neny Glacier
Neny Glacier är en glaciär i Antarktis. Den ligger i Västantarktis. Argentina, Chile och Storbritannien gör anspråk på området. Neny Glacier ligger 584 meter över havet.
Terrängen runt Neny Glacier är varierad. Trakten är obefolkad. Det finns inga samhällen i närheten.